# South Mountain
South Mountain est le prolongement septentrional de la chaîne des montagnes Blue Ridge en Pennsylvanie et au Maryland.
La bataille de South Mountain et la bataille de Monterey Pass s'y sont déroulées pendant la guerre de Sécession.

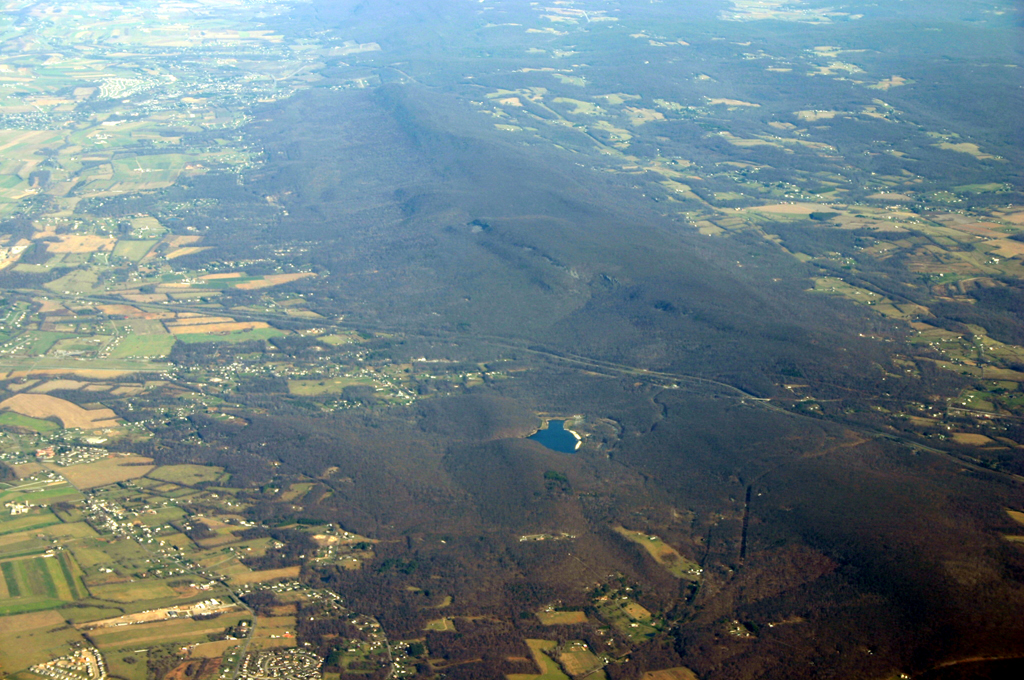
Vue aérienne de South Mountain.